# Злочин 101
«Злочин 101» (англ. Crime 101) — майбутній кримінальний фільм режисера Барта Лейтона, який написав сценарій разом із Пітером Строганом. Це екранізація новели Дона Вінслоу «Crime 101», у головних ролях — Кріс Гемсворт, Марк Раффало, Баррі Кіоган, Геллі Беррі та Моніка Барбаро.

## Акторський склад
| Актор                | Роль                      |
| -------------------- | ------------------------- |
| Кріс Гемсворт        | Девіс крадій коштовностей |
| Марк Раффало         | Лу Лубєснік детектив      |
| Баррі Кіоган         |                           |
| Геллі Беррі          |                           |
| Моніка Барбаро       |                           |
| Корі Гокінс          |                           |
| Дженніфер Джейсон Лі |                           |
| Нік Нолті            |                           |
| Тейт Донован         |                           |
| Пейман Моааді        |                           |
| Пол Адельштейн       |                           |
| Дрю Пауелл           |                           |
| Метью Дел Неґро      |                           |

## Виробництво
Фільм розроблено британськими компаніями Raw, Working Title Films та The Story Factory, а режисером виступив Барт Лейтон для Amazon MGM Studios. Лейтон адаптував новелу Дона Вінслоу за участю Пітера Строгана. Серед продюсерів: Ерік Феллнер, Тім Беван, Дімітрі Доганіс, Деррін Шлезінгер, Шейн Салерно та Лейтон. У головних ролях Марк Руффало, Кріс Гемсворт та Баррі Кіоган, Гемсворт також виступить продюсером разом із Беном Грейсоном. Amazon виграв тендер на права на екранізацію у 2023 році, причому Педро Паскаль спочатку вів переговори щодо участі в головній ролі разом із Гемсвортом, але відмовився через конфлікт у розкладі. У жовтні до акторського складу приєдналися Холлі Беррі, Корі Гокінс та Моніка Барбаро.
Основні зйомки розпочалися у жовтні 2024 року в Лос-Анджелесі. У листопаді Дженніфер Джейсон Лі, Нік Нолті, Тейт Донован, Бабак Тафті, Пейман Мааді, Дебора Хедволл, Девон Бостік, Пол Адельштейн, Дрю Пауелл і Метью Дель Негро доєдналися до акторського складу. Монтажером виступив Якоб Сечер Шульсінгер.

## Реліз
Вихід у Сполучених Штатах заплановано на 13 лютого 2026 року, хоча спочатку випуск був запланований на 2025 рік.